# 4096 Кусіро
4096 Кусіро (4096 Kushiro) — астероїд головного поясу, відкритий 15 листопада 1987 року.
Тіссеранів параметр щодо Юпітера — 3,286.